# Мохаммед Абутрика
Мохаммед Абутрика (араб. محمد أبو تريكة‎; род. 7 ноября 1978, Нахья, Кирдаса) — египетский футболист, полузащитник. Основную часть карьеры выступал за каирский «Аль-Ахли», в составе которого выиграл 23 трофея на национальном и континентальном уровнях. В составе сборной Египта дважды становился обладателем Кубка африканских наций. Неоднократно признавался самым популярным футболистом мира по версии Международной федерации футбольной истории и статистики.

## Биография
Родился 7 ноября 1978 года в Гизе.
В 2008 году Абутрика вышел на поле в футболке с надписью «Симпатизирую Газе». В 2012 году в преддверии президентских выборов в Египте публично поддержал Мухаммеда Мурси.
В мае 2015 года египетское правительство конфисковало активы туристической компании, совладельцем которой является Абутрика. Поводом для санкций со стороны властей стали подозрения в том, что футболист оказывал финансовую поддержку движению «Братья-мусульмане». Сам футболист отверг обвинения в свой адрес.

## Карьера

### Клубная
В 17-летнем возрасте начал играть за египетский клуб «Терсана», выступавший во второй по значимости лиге. В первый же свой сезон стал лучшим бомбардиром клуба и помог ему выйти в египетскую премьер-лигу.
В 2003 году Абутрика перешёл в один из самых сильных и богатых клубов Африки — «Аль-Ахли». С клубом из Каира игрок завоевал практически все трофеи как в Египте, так и на континенте.

2 февраля 2012 года Мохаммед Абутрика заявил о готовности завершить карьеру в связи с трагедией на «Порт-Саиде», когда в результате беспорядков, вспыхнувших во время матча между «Аль-Ахли» и «Аль-Масри», погибли не менее 73 человек. Сам Абутрика вышел на поле на 86-й минуте, а после финального свистка был в числе группы футболистов «Аль-Ахли», на которых набросились выбежавшие с трибун фанаты «Аль-Масри». Футболист рассказывал: 
Это не футбол, это война! Люди умирают прямо здесь, перед нами! Здесь творится какой-то ужас! Этот день я не забуду никогда!
 Тем не менее, летом того же года Абутрика продолжил играть в футбол, отправившись в составе Олимпийской сборной Египта на футбольный турнир Игр XXX Олимпиады в Лондоне.
23 декабря 2013 года Абутрика объявил об окончании карьеры. Его последним матчем стал состоявшийся 21 декабря на стадионе «Адрар» в Агадире поединок 1/4 финала Клубного чемпионата мира 2013 против клуба «Гуанчжоу Эвергранд», в котором 35-летний футболист отыграл первый тайм; во втором тайме каирский клуб пропустил два безответных гола и покинул турнир.
Абутрика — икона. То, что он завершает карьеру, — это большая потеря для египетского футбола. Он является примером для подражания как на поле, так и вне его. Таких, как он, египетский футбол может не увидеть в ближайшие 20—30 лет.Халед Мортаги

### В сборной
За сборную Абутрика выступал с 2001 года. Участвовал в розыгрышах победных для Египта Кубка африканских наций 2006 и 2008. В обоих финалах голы Абутрики были решающими.
Играл в розыгрыше Кубка конфедераций 2009.

## Достижения

### Командные
«Аль-Ахли»
- Чемпион Египта (7): 2004/05, 2005/06, 2006/07, 2007/08, 2008/09, 2009/10, 2010/11
- Обладатель Кубка Египта (2): 2006, 2007
- Обладатель Суперкубка Египта (5): 2005, 2006, 2007, 2008, 2010
- Победитель Лиги чемпионов КАФ (5): 2005, 2006, 2008, 2012, 2013
- Обладатель Суперкубка КАФ (4): 2006, 2007, 2009, 2013

«Бани Яс»
- Обладатель Клубного кубка чемпионов Персидского залива: 2013

Сборная Египта
- Обладатель Кубка африканских наций (2): 2006, 2008

### Личные
- Лучший футболист Египта (5): 2004, 2005, 2006, 2007, 2008
- Член символической сборной Кубка африканских наций (2): 2006, 2008
- Лучший бомбардир Чемпионата Египта: 2005/06
- Лучший игрок Кубка африканских наций: 2006
- Лучший бомбардир Лиги чемпионов КАФ: 2006
- Лучший бомбардир Клубного чемпионата мира: 2006
- Лучший игрок Африки по версии КАФ: (4): 2006, 2008, 2012, 2013
- Лучший бомбардир Кубка Египта: 2007
- Самый популярный футболист мира по версии IFFHS (2): 2007, 2008
- Африканский футболист года по версии Би-би-си: 2008